# Arronos

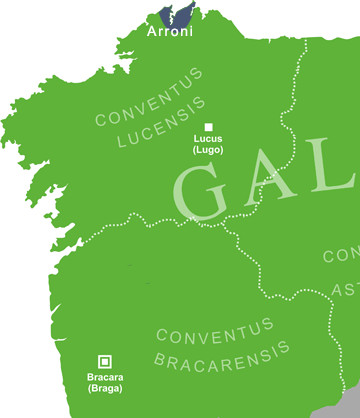
Localização aproximativa dos arronos na província romana da Galécia

Os arronos  (em latim: Arroni) foram uma antiga tribo da Galécia, do Convento Lucense que ocupava aproximadamente o que é hoje conhecido como a região de Ortegal, na costa norte da Galiza, provavelmente entre os estuários de Ortigueira e Cedeira. Plínio identificou a sua localização entre os lêmavos e ártabros. O seu território manteve-se durante toda a Idade Média até ao século XI, evidenciado pelo atual topónimo de Arros.